# イディアサバル
イディアサバル （スペイン語: Idiazábal）は、スペインのバスク州およびナバラ州北西部で生産される、ヒツジの乳を原料としたチーズ。セミハードタイプに分類される。濃いオレンジ色の表皮を持ち、中身は締まっており気孔が見られる（色は淡黄色）。味は若干の辛味と酸味を帯びる。長く熟成させるとセミハードを通り越してハードタイプといった方がよい状態になる。
製造にあたっては地元のヒツジの乳を使用し、凝固剤に子羊の塩漬け（部位は胃袋）を使用するという特徴がある。出荷前に10日ほどスモークしたものもあり、木材はブナやサンザシを用いる。日本で流通しているものはほとんどがスモークしたもので、現地では逆にスモークしていないものが多いという。
広範囲で製造されているため、DO認定の際はまずどの名称（地名）で申請するかで議論があったが、結局イディアサバル（村の名前。en:Idiazabal）に決定し、1987年に認定されたという経緯がある。ヨーロッパの食の遺産に認定されている。